# Journal of Approximation Theory
El Journal of Approximation Theory está "dedicado a los avances en la teoría de la aproximación pura y aplicada y áreas relacionadas". 